# Cholomyia inaequipes
Cholomyia inaequipes là một loài ruồi trong họ Tachinidae.